# Inga
För andra betydelser, se Inga (olika betydelser).
Inga är ett kvinnonamn och en fornsvensk kortform av namn som börjar på gudanamnet Ing, som är ett annat namn för fruktbarhetsguden Frö. Det är också en kortform av andra namn på Ing-, exempelvis Ingrid och Ingeborg.
Äldsta belägg i Sverige är ifrån en runinskrift på 1000-talet, på en sten i Eriksberg, Södermanland.  Inga reste denna sten efter Olov, sin arvinge. Han österut, med stäven plöjde och i longobarders land han avled.
Den 31 december 2014 fanns det totalt 29 800 kvinnor folkbokförda i Sverige med namnet Inga, varav 14 939 bar det som tilltalsnamn.
Namnsdag i Sverige: 25 oktober (sedan 1901). I den finlandssvenska namnsdagslängden har Inga namnsdag 20 juni sedan starten 1929, då en egen namnsdagskalender togs i bruk för finlandssvenskar.

## Personer med namnet Inga

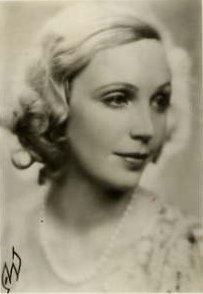
Inga Tidblad

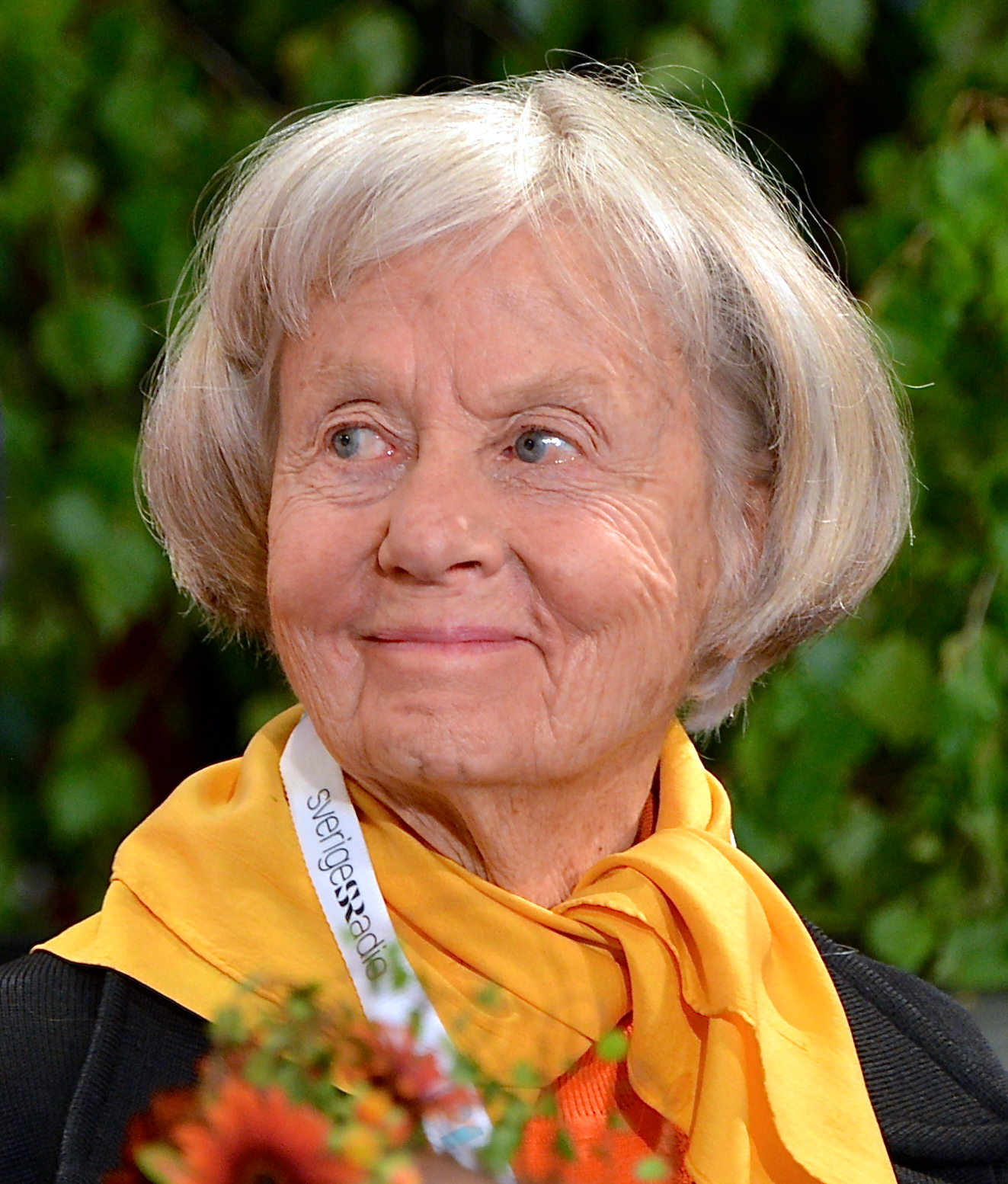
Inga Landgré

- Inga av Svartsjölandet, svensk runstensresare
- Inga Abitova, rysk friidrottare
- Inga Babakova, ukrainsk friidrottare
- Inga Bagge, svensk konstnär
- Inga Berentz, norsk-svensk skådespelare och operettsångerska
- Inga Berggren, svensk politiker (m)
- Inga Borg, svensk barnboksförfattare och konstnär
- Inga Brandelius, journalist
- Inga Brink, svensk skådespelare
- Inga Bucht, svensk skådespelare
- Inga Ellis, svensk skådespelare
- Inga Fischer-Hjalmars, svensk fysiker
- Inga Gentzel, svensk friidrottare och sångerska, OS-brons 1928
- Inga Gill, svensk skådespelare
- Inga Hellman-Lindahl, svensk konstnär
- Inga Hodell, svensk skådespelare
- Inga Landgré, svensk skådespelare
- Inga Lindskog, svensk författare
- Inga Norbeck, svensk skådespelare, dansare och konstnär
- Inga Rexed, svensk journalist
- Inga Sarri, svensk skådespelare
- Inga Sundström, svensk sångerska
- Inga Swenson, amerikansk skådespelare
- Inga Söderlind, svensk friidrottare
- Inga Thorsson, svensk politiker (s) och diplomat
- Inga Tidblad, svensk skådespelare
- Inga Åberg, svensk skådespelare och sångerska
- Inga Ålenius, svensk skådespelare